# 安倍晴明
安倍晴明（あべ の せいめい/はるあき/はるあきら、延喜21年1月11日〈921年2月21日〉—寛弘2年9月26日〈1005年10月31日〉），是平安時代有名的陰陽師，從鎌倉時代至明治時代初期統轄陰陽寮的土御門家始祖。（土御門家偏祖 至- 寬弘2年12月9日，因實力大過於他人，才改為始祖）
安倍晴明在當時處於科技與咒術領域的最尖端，是一位在「天文道」與以占卜為主的「陰陽道」領域內有著卓越知識的專家，更是一位受到平安貴族們信賴的大陰陽師。
他生前與道摩法師（蘆屋道滿）是競爭對手，生平事跡多被神秘化，因此衍生許多傳說。
成為後世陰陽術經典的《秘传》一書（ほきないでん、別名《金烏玉兔集》），雖非他所著，卻也冠上他的名字。
由於近年來夢枕獏的小說《陰陽師》改編成電影大受歡迎，因此位於京都的晴明神社也充滿人潮，大受歡迎。安倍晴明也是長年以來日式動漫遊戲熱門的借鑑人物。

## 史實中的安倍晴明
安倍晴明、據安倍氏所傳系圖、為大膳大夫官之下級貴族安倍益材（あべのますき）之子，生於攝津國阿倍野（現大阪市阿倍野区）。據稱為阿倍仲麻呂之子孫。生年未詳、而以寛弘二年九月（1005年）亡身，享壽85歲之記錄反推，或許生於延喜廿年（920年）。也有一說為享年45歲。（土御門家紀錄則享年有異。）幼少時期沒有詳細的紀錄、先後在陰陽師賀茂忠行、賀茂保憲父子的門下學習陰陽道、受保憲賞識而被傳授天文道。
關於安倍晴明的確實紀錄出現在西元960年，當時村上天皇任命當時還是天文得業生（所屬於陰陽寮，跟天文博士學習天文道的學生的職稱）的晴明占卜。雖然晴明出人頭地得晚，但他的占卜才能已經得到了貴族社會的承認。在那之後，他被任命為天文博士。
西元979年，59歲的晴明受皇太子（之後的花山天皇）的命令，到那智山舉行封印天狗的儀式。從那時起，晴明似乎得到花山天皇的信賴，紀錄中詳盡的記載了晴明執行陰陽道儀式的情況。花山天皇退位後，晴明也得到了一条天皇和藤原道長的信賴，這可以從道長的日記『御堂關白記』和其他貴族的日記之中得知。
身為陰陽師極負盛名的晴明，擔任過左京權大夫，穀倉院別当，播磨守等職位，地位從從四位下一路攀升。另外，晴明的兩個兒子吉昌和吉平，也被任命為天文博士和陰陽助（陰陽寮的次官），安倍家族也在晴明這一代成為能跟師父忠行的賀茂一族相提並論的陰陽道世家。

## 安倍晴明的相關作品

### 平安、中世文學
在晴明過世的11世紀，他就已經被神格化。在歷史傳記『大鏡』和民間傳說『今昔物語』『宇治拾遺物語』裡皆記載不少有關晴明的神秘逸話。

#### 《大鏡》
- 帝紀「花山天皇」
花山天皇在捨棄帝位出家時，晴明從天象中察知，試著利用式神跟朝廷急報，那時正好是天皇向寺廟前進的時候。

#### 《今昔物語》
- 「安倍晴明随忠行習道語」
  1. 晴明幼少之時、供隨賀茂忠行夜行、於夜道而能見鬼，豫知忠行。忠行悟晴明之才優、傾身相授陰陽之道。
  2. [安倍晴明随忠行学习阴阳之道的故事]
  3. 晴明年幼尚轻之时，某夜，师傅贺茂忠行外出到下京一带。晴明无意间发现前方有怪异的东西，便向忠行报告了所见的情况。忠行见晴明内蕴灵气，便将自己平生所学悉数传授给了晴明。
- 一日來自播磨國之陰陽師來到陰陽道大宗家晴明之處，挑戰競術、立即敗北。
  1. 時有播磨人智德者，亦能方術，欲試晴明。佯為習術者，造其家，二童子從焉。晴明以為彼欲試我術，二童子蓋式神也。於是心念手印，密匿二童，而謂曰：「今日有事，請竢他日。」智德去，少一時復來曰「我失二童，意卿之匿也。」晴明笑曰：「我不知也。」智德叩頭不已，晴明曰：「子欲試我，而謂我不之知邪。何料我之淺也？」乃誦咒，二童忽出。智德歎服曰：「自古使式神也易，而匿他式神則難。卿可謂神也。」遂師事之。【今昔物語。】
- 「播磨国陰陽師智徳法師語」
  1. 播磨国陰陽師、智徳法師（日语：智徳法師）以方術捕海賊之物語。其末尾云「智徳為陰陽師，其才優秀如此。然亦不敵晴明。」。可見，前術物語中所登場之播磨陰陽師是即智徳法師（日语：智徳法師）。
- 在仁和寺的寛朝僧正（日语：寛朝僧正）之所，同席公卿們看到使用陰陽道殺死一隻青蛙。
  1. 有一日，安倍晴明前去一个居住在广泽、名叫宽朝僧正的人的住处，年轻的贵族公子、僧人们叫晴明以咒术杀死庭院中的青蛙。晴明摘下一片树叶念咒，手沒碰觸青蛙，青蛙当场壓扁死掉。
- 晴明於家使役式神於家事。無人而門戶自開、自閉。
  1. 晴明在家中没有其他人时使用式神，家里明明没人在，办窗却能自动打开、关闭，即使没人去开门关门，房门也能自行打开。

#### 《宇治拾遺物語》
- 「晴明蔵人少将封ずる事」
- 「御堂関白の御犬晴明等奇特の事」
- 藤原道長家畜一犬，每出必隨。一日，將往法成寺（日语：法成寺），犬遮前而吠，銜衣牽之。道長異之，不入寺門。召晴明問之。晴明曰：「有咒咀相府者，埋厭物於此。」因指示一所，掘之得泥封土器，內有朱書一字。晴明曰：「世無知此術者，必道滿法師之所為也。」乃結紙作鳥形，誦咒投之，化為鷺飛去。因遣人從其後，止于萬里小路河原院側民家。眾執其主而來，果道滿也。鞫問得實，放道滿於播磨。【宇治拾遺物語、東齋隨葦、十訓鈔。】

#### 《續古事談》
- 安倍晴明與賀茂光榮相爭，相較孰較為師父賀茂保憲所看中。
- 光榮傳家學，為曆博士。與安倍晴明並稱。嘗與晴明較短長。晴明曰：「師之在世，常以我置卿右。且百家集傳，在我家。」光榮曰：「愛憎不以親疏。如百家集，我亦傳之。至曆道，我獨得之，卿之所不知也。」世謂：「晴明長方術， 才學不如光榮。」

## 墓所、靈廟、神社、後裔
晴明之墓在京都嵯峨野的渡月橋的附近靜靜長眠。祀奉安倍晴明的神社遍佈日本各地，例如在一条戻橋附近，由晴明故居所改建成的晴明神社，以及建於出生地大阪市阿倍野區的安倍晴明神社。
晴明的子孫中，平安時代末期的安倍泰親和室町時代初期的安倍有世，都是傑出的陰陽師。有世得到足利義滿的信賴，並被推舉為第一個成為公卿的陰陽師。有世的子孫從室町時代後期就已御門院之名，不光是陰陽道，也大大的影響了神道和曆法等領域。
訛傳前日本首相安倍晋三也是安倍晴明子孫，但被安倍晋三否認。安倍晴明源於阿倍野阿倍氏，而安倍晉三系出奧州安倍氏。

## ACG作品
基本上只要是有安倍/土御門姓氏的基本上都會被設定是安倍晴明的後裔。
《黑暗集會》中寶月夜宵在晴明神社見到的自稱神社神主的神秘少年即安倍晴明
《東京闇鴉》中的重要角色土御門夜光爲安倍晴明之後裔。
《少年陰陽師》中「安倍昌浩」的祖父，同時也為安倍吉昌、安倍吉平之父親。十二神將騰蛇、青龍等的主人。
《妖怪少爺》中羽衣狐附身的少女-山吹乙女所生下的「從地獄回來的安倍晴明」。
《獵命師傳奇》中樂眠七棺之一，被譽為「最接近神的男人」。
《雙星之陰陽師》中陰陽連土御門有馬的祖先，被譽為最強的陰陽師。漫畫中真身是一名身形嬌小的女性。
《银魂》中被恶搞为“结野晴明”，为阴阳师结野众的首领，出现在漫画和动画的“阴阳师篇”。
《漂流武士》中穿越到异世界，成为管理和集结“漂泊者”的特殊组织“十月机关”的领导人。
《陰陽師 (遊戲)》中的主角，为平安京的天才阴阳师、拯救京都的大英雄，与身边的式神与朋友一同守护京都，找寻记忆。
《妖怪學校的新人教師》中的主角同名，為安倍晴明的轉世。
《在茜色世界與君詠唱》中的其中角色之一。
《通靈王》中的麻倉葉王的原型。
《 Netflix 陰陽師 動畫》中的雙男主之一
《刀劍亂舞黎明》有出現安倍晴明 由竹財輝之助飾演
在《尋找前世之旅》中是女主師傅司音的靈魂碎片之一
《淺草鬼妻日記》中的叶冬夜的前世，亦為該作和《水無月家的婚約》登場角色土御門佳蓮的祖先。
《ONI零~復活》遊戲中為童年時期的安倍晴明（NPC），劇情中安倍晴明一家遭受妖怪攻擊，後來受到玩家所操控的主角群的幫助而獲救。
《魔法禁書目錄》中的土御門一家為其後代，雖然其中的土御門元春是「三笨蛋」之一，但事實上魔法能力很高，是英國國教分支「必要之惡」教會的成員之一，被派到學園當間諜。
《風之聖痕》中的配角土御門貴明為其後裔。
《平凡職業造就世界最強》後日談外傳〈深淵卿篇III〉中登場的藤原陽晴設定為安倍晴明的後代，為安倍晴明的後人兼當代最強陰陽師
《怪貓神投》中的重要角色：四方二三矢，繼承了京都土御門的血脈，為安倍晴明的後代。其宿敵九條數真則為蘆屋道滿的後代。
《金光布袋戲》中的陰陽師一角安倍博雅：姓安倍名博雅 ,名字是借用了源博雅的名, 他是東瀛祭祀貴族安倍氏後人，先祖是東瀛陰陽師大家安倍晴明，是日本天皇的近親氏族之一,樂天活潑，看似玩世不恭，實為逃避對抗妖物而亡的天命假裝學不會陰陽術的模樣。裝瘋賣傻，扮作神棍招搖撞騙為生 ,術法精湛，是責任心很重的正宗陰陽師，而非靠祖先威名招搖撞騙的江湖騙子,但在知悉朧三郎為大妖怪酒吞童子轉生之後決定扛起責任，為對抗妖族顯露真正實力,修練的陰陽術在面對妖族時有奇效，但除了術法本身不會任何武功

## 遊戲
- 無雙OROCHI系列（光榮公司開發，細谷佳正配音）
- 九怨(由From Software開發，在本作被設定為一位聰慧的女性角色)

## 關連項目
- 天社土御門神道

## 外部連結
- （繁體中文）久遠之絆（页面存档备份，存于）
- （繁體中文）陰陽師（页面存档备份，存于）
- （繁體中文）占事略決（页面存档备份，存于）
- （繁體中文）大日本史·安倍晴明傳（页面存档备份，存于）